# 尼泊爾準裂腹魚
尼泊爾準裂腹鱼（学名：Schizothorax raraensis）为輻鰭魚綱鯉形目鲤科的其中一種，被IUCN列為極危保育類動物，分布於亞洲尼泊爾Rara湖流域，為特有種，體長可達24.5公分，屬肉食性，以昆蟲為食。

## 扩展阅读
維基物種上的相關：尼泊爾準裂腹鱼